# Magdalena Pietrzak
Magdalena Pietrzak (ur. 12 marca 1967 w Łowiczu) – polska urzędniczka państwowa i samorządowa, prawnik, w latach 2018–2025 Szef Krajowego Biura Wyborczego.

## Życiorys
Ukończyła studia prawnicze na Wydziale Prawa i Administracji Uniwersytetu Warszawskiego. Skończyła również studia podyplomowe w Centrum Samorządu Terytorialnego i Rozwoju Lokalnego UW oraz Akademię Liderów Samorządowych UW.
Od roku 1993 związana jest z organami i urzędami samorządowymi. Pracowała w Urzędzie Miasta Skierniewice jako podinspektor, była również pracowniczką niepedagogiczną w kuratorium oświaty w Skierniewicach, a następnie zastępcą Naczelnika Wydziału Organizacyjno-Prawnego i Kadr Urzędu Miasta Skierniewic.
W 2000 roku została Naczelnikiem Wydziału Organizacyjnego Urzędu Miasta Rawy Mazowieckiej, a w dalszej karierze była sekretarzem gminy Skierniewice, powiatu łowickiego oraz Miasta Zduńskiej Woli. Od grudnia 2016 do lutego 2018 była zastępcą dyrektora Departamentu Spraw Parlamentarnych w Kancelarii Prezesa Rady Ministrów.
W lutym 2018 Państwowa Komisja Wyborcza wybrała ją spośród trzech kandydatów na Szefa Krajowego Biura Wyborczego. Swoją kadencję zakończyła 3 marca 2025 ustępując miejsca Rafałowi Tkaczowi.

## Odznaczenia
- Złoty Krzyż Zasługi (2025)[6]